# قائمة الحوادث المتعلقة برحلات الفضاء

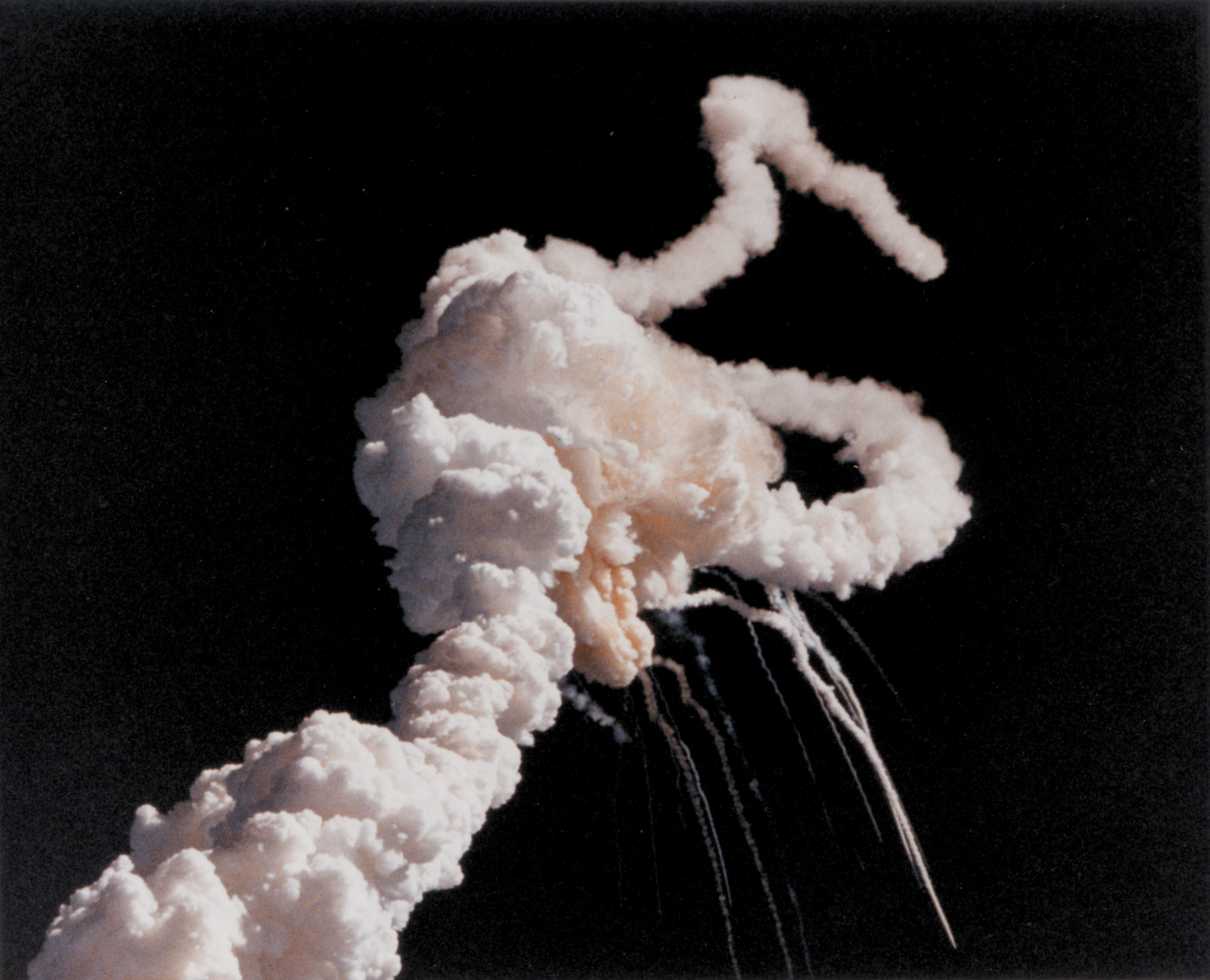
تحطم خلال إطلاقها عام 1986 مما أدى إلى وفاة جميع أفراد الطاقم السبعة.

تسرد هذه المقالة الحوادث المتعلقة برحلات الفضاء التي يمكن التحقق منها والتي تؤدي إلى وفيات بشرية أو شبه قاتلة أثناء الطيران أو التدريب لبعثات فضائية مأهولة، واختبار المركبات الفضائية المأهولة والروبوتية وتجميعها وإعدادها أو تحليقها. لا يتم تضمين الحوادث أو الحوادث المرتبطة باختبارات الصواريخ الباليستية العابرة للقارات (ICBM)، أو الوفيات أو الإصابة لحيوانات الاختبار، أو الرحلات الفضائية غير المأهولة التي لا تؤدي إلى وفيات بشرية أو إصابات خطيرة، أو مشروعات الطائرات السوفيتية أو الألمانية التي تعمل بالطاقة الصاروخية في الحرب العالمية الثانية . كما لم يتم تضمين حوادث الفضاء السوفيتية المزعومة التي لم يتم الإبلاغ عنها، والتي تعتبر نظريات هامشية من قبل غالبية المؤرخين.
اعتبارًا من عام 2020، قُتل 15 رائد فضاء أمريكي وأربعة رواد فضاء روس خلال رحلات الفضاء. كما لقي رواد فضاء مصرعهم أثناء تدريبهم على مهام فضائية، مثل حريق منصة إطلاق أبولو 1 الذي أسفر عن مقتل طاقم كامل مكون من ثلاثة أفراد. كانت هناك أيضًا بعض الوفيات من غير رواد الفضاء خلال الأنشطة المتعلقة برحلات الفضاء. اعتبارًا من عام 2021، كان هناك 31 حالة وفاة في حوادث تتعلق برحلات الفضاء.

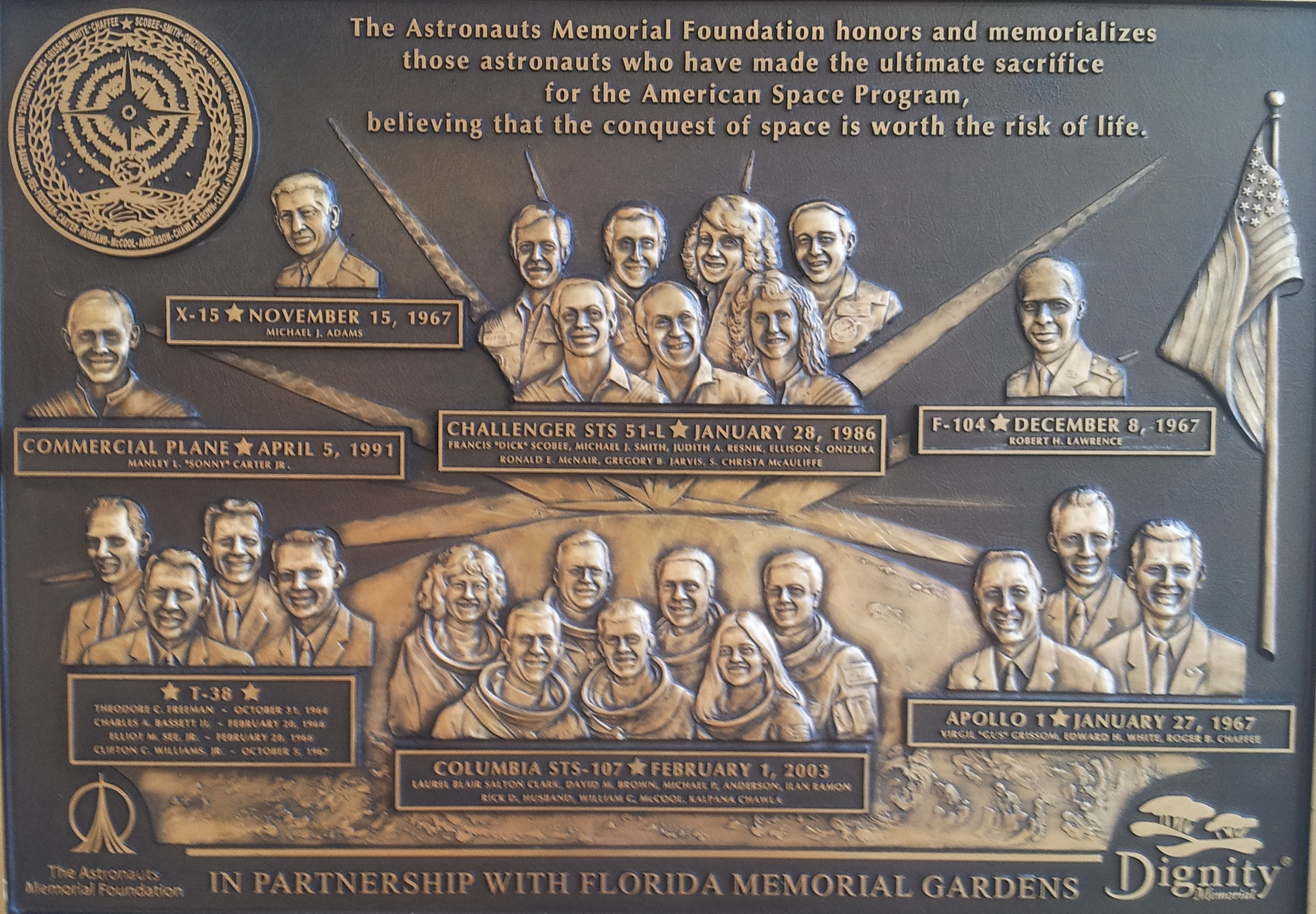
لوحة تذكارية لرواد الفضاء في كيب كانافيرال (2015)

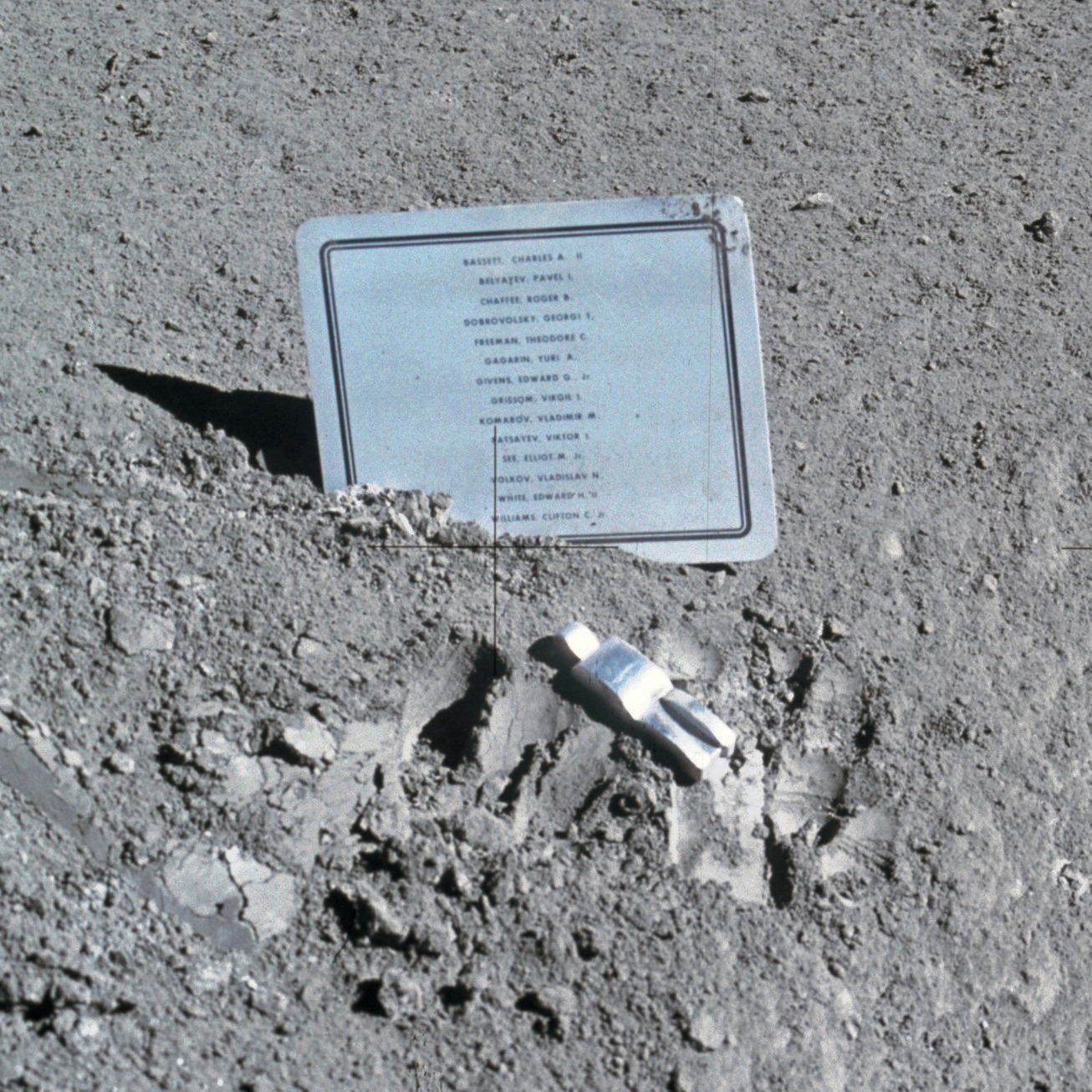
يتضمن النصب التذكاري لرواد الفضاء الذين سقطوا على سطح القمر أسماء معظم رواد الفضاء ورواد الفضاء المعروفين الذين قتلوا قبل عام 1971

## وفيات رواد الفضاء

### أثناء رحلات الفضاء
اعتبارًا من مارس 2021، تسببت حوادث الطيران في مقتل 15 رائد فضاء وأربعة رواد فضاء، في خمس حوادث منفصلة. طار ثلاثة منهم فوق خط كارمان (حافة الفضاء)، وكان أحدهم ينوي القيام بذلك. في كل حالة، قتل الطاقم بأكمله. معدل الوفيات الإحصائي الحالي هو 3.2 في المئة.